# Palacio de Haimhausen

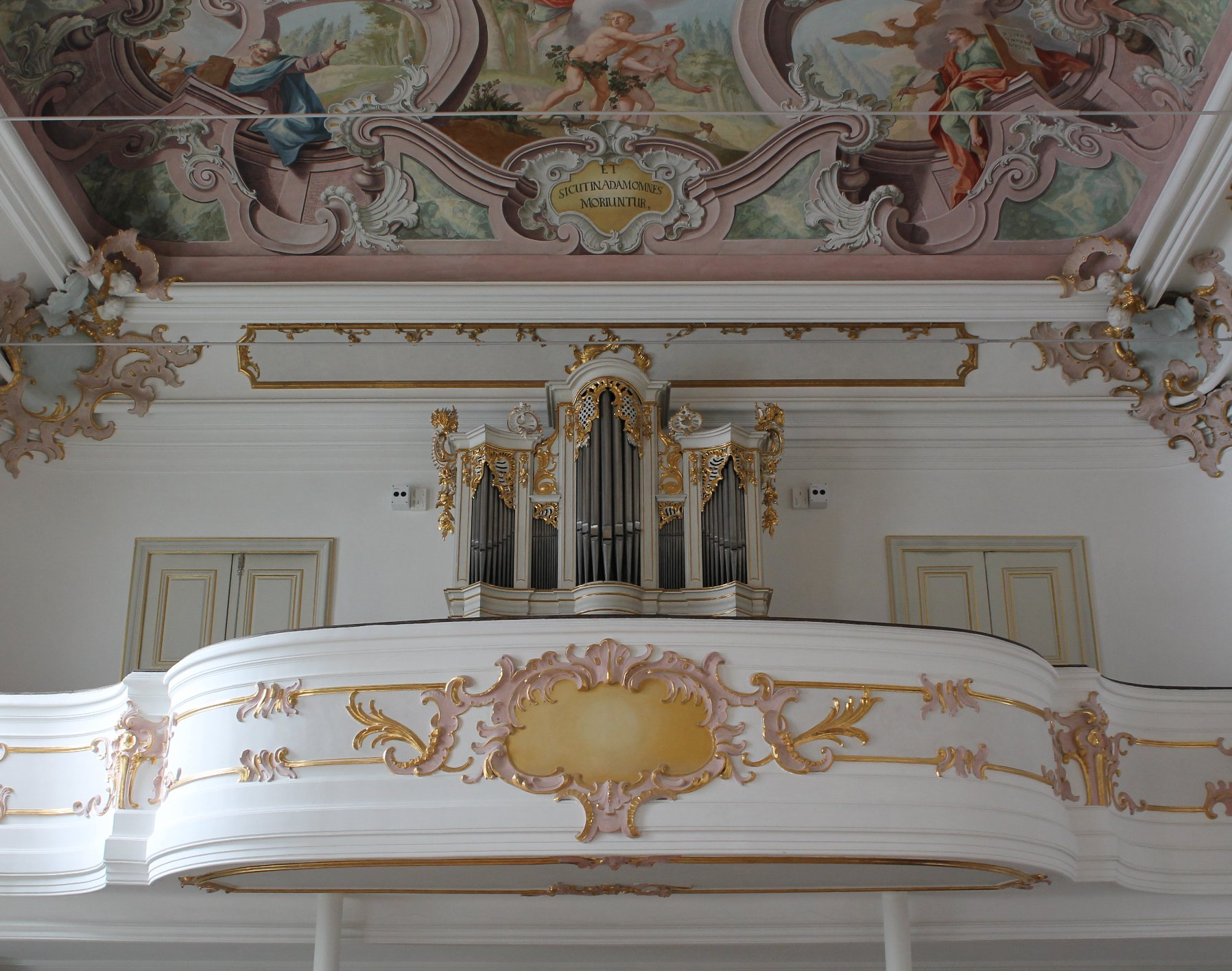
Órgano en la capilla del palacio

El palacio de Haimhausen (en alemán: Schloss Haimhausen) es una residencia palaciega nobiliaria de la ciudad bávara de Haimhausen, al sur de Alemania. Antiguo palacio barroco del siglo XVII, reconstruido en estilo rococó en 1745-1750 por el arquitecto François de Cuvilliés, actualmente es propiedad de la Escuela Internacional de Baviera y se destina a usos educativos. El edificio está considerado «Baudenkmal», elemento patrimonial de Baviera. 

## Historia
En este lugar ha habido un castillo al menos desde 1281, cuando aparece mencionado en fuentes escritas. Ese primer castillo fue destruido durante la Guerra de los Treinta Años y no fue reconstruido hasta 1660. Entonces se edificó un palacio barroco en el lugar, que fue el núcleo de la edificación actual. Fue renovado entre 1747-1750 en estilo rococó y se ha mantenido prácticamente sin cambios desde entonces. En ese momento la finca pertenecía al conde Sigmund von Haimhausen, un industrial, político y cofundador de la Academia de Ciencias y Humanidades de Baviera, que murió sin herederos. Después de su muerte, la propiedad fue vendida a James Eduard Haniel, que transformó el parque de la finca en un jardín paisajístico inglés. Los descendientes de Haniel todavía dirigen una fábrica de cerveza ubicada junto al palacio. En 1794 se vendió de nuevo. Siguió siendo una residencia familiar hasta la década de 1930, cuando el costoso mantenimiento de los edificios llevó a su abandono como hogar.
Durante la Segunda Guerra Mundial, miles de libros de la Biblioteca Estatal de Baviera fueron depositados en la capilla del palacio. Después de la contienda, el edificio ha servido para varios propósitos diferentes. Hoy en día es propiedad de la Escuela Internacional de Baviera. Los edificios se utilizan para la educación y, por lo tanto, no se abren habitualmente al público.

## Arquitectura
La apariencia actual del edificio es resultado de la reconstrucción acometida durante el siglo XVIII, obra del arquitecto franco-alemán François de Cuvilliés (1695-1768). Creó el exterior y varios de los interiores; en esa remodelación, la casa también se amplió sustancialmente. Entre los interiores destacan el salón de banquetes de la segunda planta, el llamado Salón Dorado y la capilla. El salón de banquetes tiene un techo pintado, obra de Johann Georg Bergmüller, que representa las cuatro estaciones, y dos estufas de mayólica de la fábrica de porcelana de Nymphenburg. Bergmüller también decoró el techo del Salón Dorado, cuyas otras decoraciones fueron diseñadas por Cuvilliés. La capilla fue decorada tanto por Bergmüller como por Egid Verhelst y sus hijos. El edificio fue restaurado durante la década de 1980 y se llevó a cabo otra renovación en 1997-1998.